# Джирарди, Джо
Джозеф Эллиот Джирарди (англ. Joseph Elliott Girardi, род. 14 октября 1964 года) — итало-американский бейсболист и менеджер, работавший последние 10 лет менеджером клуба Главной лиги бейсбола «Нью-Йорк Янкис». До этого он играл на позиции кэтчера и выступал за клубы МЛБ «Чикаго Кабс», «Колорадо Рокиз», «Нью-Йорк Янкис» и «Сент-Луис Кардиналс». В 2006 году, когда он работал менеджером «Флорида Марлинс», он стал менеджером года Национальной лиги.